# Hästtjärnen (Grangärde socken, Dalarna)
Hästtjärnen är en sjö i Ludvika kommun i Dalarna och ingår i Norrströms huvudavrinningsområde.